# Nicolò Carosio
Nicolò Carosio (Palermo, 15 marzo 1907 – Milano, 27 settembre 1984) è stato un giornalista, telecronista sportivo e radiocronista italiano; effettuò per trentasette anni (1933-1970) la cronaca degli incontri della nazionale italiana di calcio.

## Biografia
Figlio di un ispettore di dogana, nacque a Palermo nel quartiere Il Capo, dove suo nonno, omonimo, Nicolò Carosio, gestiva un negozio di libri, divenuto anche casa editrice e cenacolo letterario. La madre era una pianista maltese, Josy Holland. Seguendo il padre nei suoi viaggi lavorativi in Inghilterra, Carosio ebbe modo di ascoltare le radiocronache della BBC. Gli inglesi commentavano la partita una volta che si era conclusa. Carosio ebbe l'idea di raccontare la partita nel suo svolgimento. Nel 1932 decise di proporsi all'EIAR (la Radio di Stato) commentando un immaginario derby Torino-Juventus e lasciando a bocca aperta la commissione d'esami. L'EIAR gli offrì un contratto di collaborazione. Per tutta la sua carriera, Carosio lavorò sempre e solo come collaboratore esterno.
Il 1º gennaio 1933 debuttò a Bologna per la partita amichevole Italia-Germania. Nel 1934 inaugurò per l'EIAR le radiocronache dei Mondiali di calcio, che l'Italia giocò in casa e vinse; due anni dopo fu la voce della Nazionale di calcio alle Olimpiadi di Berlino (1936); fu confermato anche ai Mondiali di calcio del 1938 in Francia. Introdusse alcuni neologismi che sono usati tuttora nel linguaggio giornalistico: "rete", anziché goal; "calcio d'angolo" anziché corner; "traversone" invece di cross.
Nel 1940 conseguì la laurea in Giurisprudenza presso l'Università degli Studi di Genova.
Nel 1949, a causa della concomitante cerimonia della cresima del figlio, dovette rinunciare alla trasferta di Lisbona al seguito del Grande Torino, circostanza che gli salvò la vita. Nel viaggio di ritorno, difatti, l'aeroplano della squadra si schiantò contro la basilica di Superga (tragedia di Superga). Nel 1954 iniziarono ufficialmente le trasmissioni televisive in Italia. Il 24 gennaio Carosio eseguì la telecronaca (insieme con Carlo Bacarelli) della prima partita trasmessa in diretta della Nazionale italiana (Italia-Egitto 5-1, qualificazioni ai Mondiali di Svizzera. In televisione Carosio divenne famoso per il suo «quasi goal!», esclamazione che sottolineava un'azione da gioco conclusa di poco fuori dallo specchio della porta.

Francobollo commemorativo

Nel 1960 Radio Rai varò la trasmissione Tutto il calcio minuto per minuto: Carosio fu tra i radiocronisti delle partite sin dal primo anno. Commentò poi i trionfi in Coppa Campioni del Milan e dell'Inter nel 1963, 1964, 1965 e 1969. Fu la voce anche al mondiale del 1966 in Inghilterra; poi, dopo la parentesi di Nando Martellini che seguì l'Italia vittoriosa al europeo del 1968 (Carosio commentò la prima finale, Martellini la seconda), riprese il microfono in occasione dei mondiali del 1970 in Messico.
Nel 1967 e 1968 Nicolò Carosio interpretò una serie di sketch per la rubrica pubblicitaria televisiva Carosello pubblicizzando lo pneumatico Cinturato Pirelli.
Pensionato dal 1971, con l'avvento dell'emittenza privata si dedicò sporadicamente al commento di incontri delle serie minori per l'utenza locale. Nel film L'arbitro apparve anche nella parte di se stesso, usando una fraseologia tipica dei suoi commenti reali. Curò a lungo anche una rubrica sul settimanale a fumetti Topolino (Vi parla Nicolò Carosio) e per la stessa testata disneyana firmò alcuni ritratti di personalità dello sport, dello spettacolo e dell'arte (I grandi amici di Topolino).
Morì a Milano il 27 settembre 1984: ricoverato da tempo nella clinica "Città di Milano" per disturbi polmonari, non resse a una crisi respiratoria. Lasciò la moglie, Eugenia Zinelli, e due figli, Paolo e Giovanna. È stato tumulato in un colombario del Cimitero Monumentale di Milano.
Nel centenario della nascita, il 15 marzo 2007, le Poste italiane hanno dedicato un francobollo alla sua memoria.

## La telecronaca Italia-Israele (Mondiali 1970)

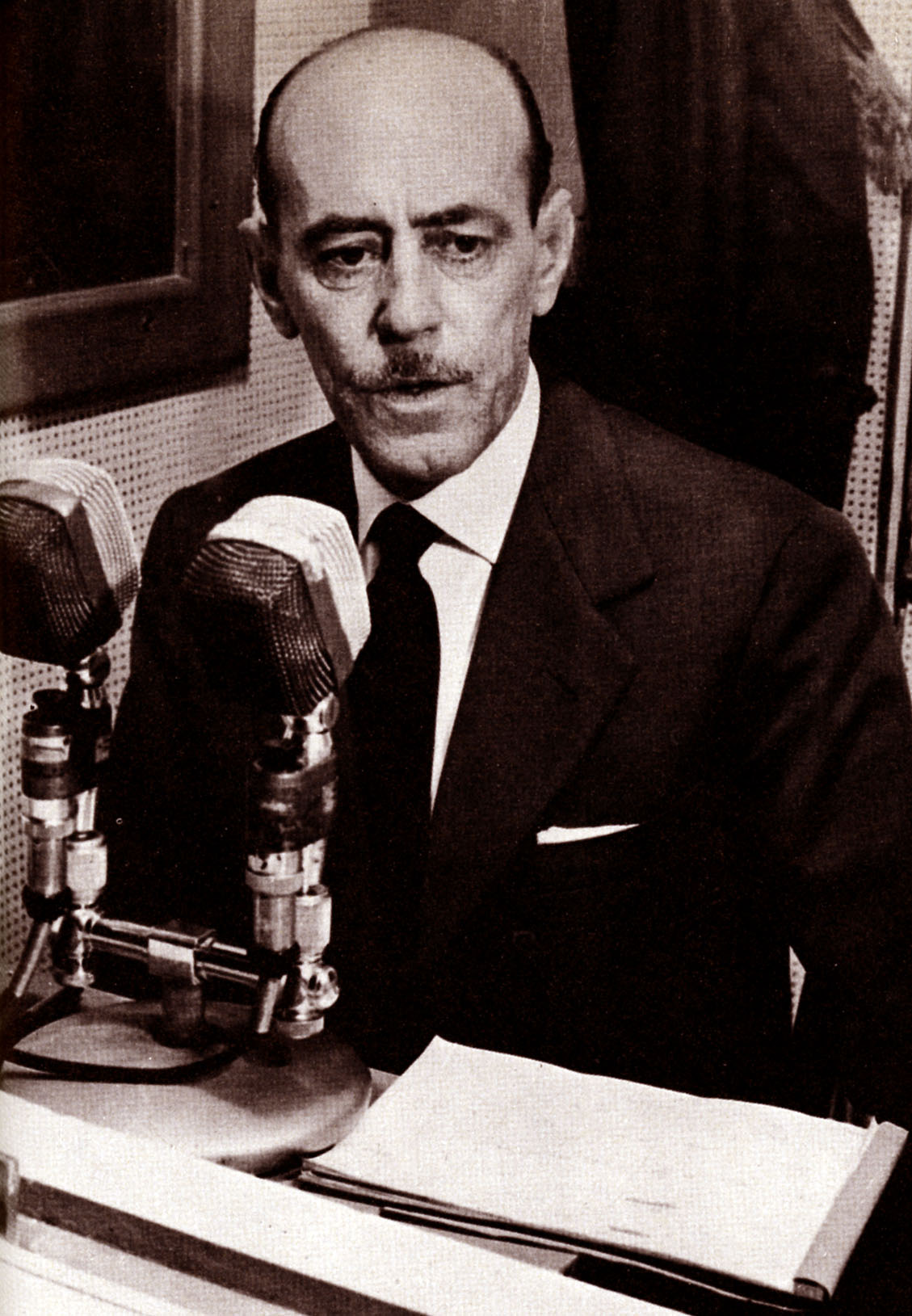
Niccolò Carosio impegnato in una radiocronaca.

L'11 giugno 1970, durante l'incontro Italia-Israele, valevole per il Campionato mondiale di calcio che si disputava in Messico, finito 0-0, fu annullato un gol a Gigi Riva per fuorigioco. Il guardalinee che annullò la rete era l'etiope Sejum Tarekegn. Carosio espresse così il suo disappunto:
Carosio aveva definito due volte il guardalinee «l'etiope». Questo suscitò la reazione dell'Etiopia (ex colonia italiana) tramite il suo ambasciatore a Roma, che pretese l'adozione di provvedimenti. Carosio fu immediatamente sostituito e la partita successiva dei quarti di finale contro il Messico fu commentata da Nando Martellini.
Nei giorni successivi si diffuse poi la leggenda metropolitana secondo cui Carosio avrebbe usato un termine spregiativo. Nel 2009 si occuparono del caso Massimo De Luca e Pino Frisoli in un libro sullo sport in televisione. Gli autori scrissero che, oltre alla televisione, l'incontro fu trasmesso anche alla radio. «Cosa sia stato detto nel corso della radiocronaca Rai [al microfono vi era Enrico Ameri], non è possibile oggi ricostruire, perché, per molti anni, l'archivio di Radio Rai ha latitato». Secondo un ingegnere etiope residente a Roma, Laiketsion Petros, che ascoltò la trasmissione, Carosio avrebbe detto: «Il Negus si è vendicato».
Il 31 maggio 2009 Massimo De Luca ha chiarito definitivamente il caso con la diffusione in diretta tv durante la Domenica Sportiva delle esatte parole pronunciate da Carosio durante la partita. De Luca e Frisoli hanno successivamente recuperato l'audio originale del dopo-gara trasmesso in radio, dove si sente una battuta di Antonio Ghirelli, allora direttore del Corriere dello Sport («Possiamo definirla come la vendetta del Negus»), al microfono di Mario Gismondi.

## Filmografia
- Solo per te Lucia, regia di Franco Rossi (1952): se stesso
- L'arbitro, regia di Luigi Filippo D'Amico (1974): se stesso